# Ana Bekuta
Nada Polić (Pribojska Banja, 6. rujna 1959.), poznatija kao Ana Bekuta, srbijanska je pjevačica narodne glazbe. 

## Početak karijere
Prve nastupe imala je u sklopu školskog zbora, a potom i u kulturno-umjetničkom društvu, u koje ju je doveo pokojni otac Branko, koji je tamo već svirao frulu.[nedostaje izvor] Na natjecanju ”Prvi glas Priboja“ 1974. osvojila je drugo mjesto.[nedostaje izvor] Iste godine upisuje se u Gimnaziju „Branko Radičević“ u Priboju, ali njezino školovanje prekida rođenje sina Igora 1976.[nedostaje izvor]
Bekuta je prvi pravi nastup održala u jednom hotelu u Prijepolju.[nedostaje izvor] Upoznala je klavijaturista Aleksandra Savića s kojim je deset mjeseci bila u braku.[nedostaje izvor] Sljedećih godina, zajedno sa svojim bendom, svirala je u hotelima. Bend je osnovan zahvaljujući poznanstvu s bubnjarem Predragom Vidovićem Prejom. Uz njih dvoje, bend su činili i Milenko Božić, Sava Jovanović, Boban Živković i Zoran Bursać.
U Šabac dolazi 1984. godine, i u njemu će živjeti i raditi sve do 1993. U rujnu 1985. izdaje prvi album Ti si mene varao, čiji je producent bio Predrag Vuković Vukas. Ova godina smatra se službenim početkom Anine karijere.[nedostaje izvor] Album je prodan u 100 000 primjeraka.[nedostaje izvor]

## Promjena imena
1985. godine pjevačica prihvaća estradno ime Ana Bekuta. Promjeni je kumovao spomenuti producent Vukas s obzirom na to da je ime Nada bilo učestalo kod ženskih pjevačica na jugoslavenskog glazbenoj sceni (Nada Ruždjak, Nada Topčagić, Nada Obrić, Nada Knežević, Nada Pavlović, Nada Mamula, itd.). Ime Ana uzela je na prijedlog Lidije Habić s RTS-a, dok je prezime Bekuta bila Vukasova ideja.[nedostaje izvor]
Pojam bekuta u Crnoj Gori označava mali, zakrivljen nož koji se stavlja u drvene korice.[nedostaje izvor]

## Solo karijera
1988. glazbeni sastav "Ana Be" raspao se, a Ana je krenula u solo vode. Napravila je album u suradnji sa skladateljem Draganom Aleksandrićem za produkcijsku kuću “Diskos” iz Aleksandrovca. Uskoro je ostvarila i suradnju s Draganom Stojkovićem Bosancem. 1989. godine izdala je album albumom Rano moja.
U Beograd dolazi 1993. sa sinom. Sve do 1999. godine izdavala je za PGP – RTS, a poslije toga za Grand produkciju. Snimala je i za arhivu Radio Beograda. 
Snimila je ukupno 20 nosača zvuka, posljednji pod nazivom Ime sreće 2018. godine. 
Od 2011. godine redovno puni Centar ”Sava” u Beogradu, priređujući nekoliko koncerata godišnje. Prvih 30 godina karijere Ana Bekuta je obilježila 2015. godine s dvama koncertima u Centru ”Sava”.[nedostaje izvor]
Od sezone 2014./15. članica je žirija natjecanja Zvezde Granda.

## Osobni život
Ana je 1976. godine rodila svoje jedino dijete – sina Igora. Postala je i baka unucima Branku i Sonji. 
Bila je u višegodišnjoj vezi sa srbijanskim političarem i dužnosnikom Socijalističke partije Srbije Milutinom Mrkonjićem do njegove smrti 27. studenog 2021.[nedostaje izvor]

## Albumi i posebna izdanja[3]
1985. – Ti si mene varao, suradnja s glazbenim sastavom Ana Be (PGP – RTB) 
1986. – Ti mi trebaš, suradnja s glazbenim sastavom Ana Be (PGP – RTB)
1987. – Samo ti, suradnja s glazbenim sastavom Ana Be (PGP – RTB)
1988. – Uvek postoji nada, suradnja s glazbenim orkestrom Dragana Aleksandrića (Diskos)
1989. – Ana Bekuta, suradnja s glazbenim orkestrom Dragana Stojkovića Bosanca (PGP – RTB)
1991. – Tu sam ruku da ti pružim, suradnja s glazbenim orkestrom Dragana Stojkovića Bosanca  (PGP – RTB)
1993. – Pitaš kako živim (PGP – RTS)
1995. – Taj život moj (PGP – RTS)
1996. – Opet imam razloga da živim, glazbena suradnja s Futa Band (PGP – RTS)
1998. – Sve je bolje od samoće (PGP – RTS)
1999. – Kriv si samo ti (Grand Produkcija) 
2001. – Svirajte mi onu pjesmu (Grand Produkcija)
2002. – 18 nezaboravnih hitova (Grand Produkcija)
2003. – Sve suze (Grand Produkcija)
2003. – Uživo (Grand Produkcija)
2005. – Brojanica (Grand Produkcija)
2006. – Manite se ljudi (Grand Produkcija)
2007. – Najveći hitovi 2 CD-a (Grand Produkcija)
2008. – The Best of 2 CD-a (Grand Produkcija)
2009. – Blago meni (Grand Produkcija)
2013. – Hvala ljubavi (Grand Produkcija)
2018. – Ime sreće, trostruko CD izdanje s novim pjesmama, starim hitovima i uživo izvedbama (Grand Produkcija)